# Barry Commoner
Barry Commoner (New York, 28 maggio 1917 – New York, 30 settembre 2012) è stato un biologo e politico statunitense.
Docente di fisiologia vegetale all'università di Washington, approfondì lo studio delle interazioni tra virus e vegetali, fondando nel 1966 il Center for the biology of natural systems.
Ha partecipato alle Elezioni presidenziali statunitensi del 1980 come candidato del Partito dei Cittadini, ottenendo lo 0,27% dei voti complessivi.

## Opere
- Il cerchio da chiudere. La natura, l'uomo e la tecnologia, Garzanti, 1972
- La politica dell'energia. L'unica strategia possibile per sopravvivere all'attuale crisi del petrolio e a quella futura dell'uranio, Garzanti, 1980
- Se scoppia la bomba. Il cittadino di fronte alle scelte nucleari, Editori Riuniti, 1984